# Atrichopogon argus
Atrichopogon argus är en tvåvingeart som beskrevs av Jean-Jacques Kieffer 1916. Atrichopogon argus ingår i släktet Atrichopogon och familjen svidknott.
Artens utbredningsområde är Taiwan. Inga underarter finns listade i Catalogue of Life.